# 流動体について
「流動体について」（りゅうどうたいについて）は、日本のシンガーソングライター小沢健二の楽曲。彼の19作目のシングルとして、2017年2月22日にVirgin Musicから発売された。シングルとしては2010年に配信された『シッカショ節』以来6年半ぶり、CD作品では1998年『春にして君を想う』以来19年ぶりであり、初のマキシシングルである。「流動体について」は、2016年に行われた全国ツアー『魔法的 Gターr ベasス Dラms キーeyズ』で披露された新曲のうちの1曲である。発売に関する告知は前日2月21日の公式サイトで行われた。

## 背景
2017年2月20日、ポップカルチャー・ニュースサイト音楽ナタリー内の特設ページで開催されたウェブイベント「小沢健二AMA 私の並行世界」で、1998年以来19年ぶりのシングル「流動体について」の発売が発表された。同年2月21日、朝日新聞朝刊に全面広告「言葉は都市を変えていく」が掲載される。本人デザインによる巨大な新聞広告であり、「流動体について」「神秘的」の歌詞や発売記念モノローグ連作が掲載されている。2月26日、その全文がオフィシャルサイトで公開された。

## 評価
音楽評論家の宗像明将はニュースサイト「リアルサウンド」内のコラムにて、本楽曲の音楽性を「服部隆之によるストリングス・アレンジが鮮やかで、パーカッションの音色も一癖あるものになっているため、1990年代の小沢健二までしか聴いていなかった人々でも受け入れられるものだろう」と述べ、2002年の『Eclectic』や2006年の『Ecology of Everyday Life 毎日の環境学』といった1990年代の方向性とは異なるアルバムの収録曲よりもポピュラー音楽寄りであると評した。宗像は歌詞の内容について、「前半は小沢自身を思わせる内容だが、後半は2011年から2012年に小沢が公式ウェブサイト『ひふみよ』の「読み物」コーナーで掲載したテキスト類を連想させる内容であり、歌詞の中で主人公が自分自身に問いかけているように、小沢も利き手に問いかけているように感じた」と述べ、「多層的な構造の歌詞を、聞き心地の良いポップスとして成立させたところがすごい」と評した。

## チャート成績
Billboard JAPANの総合チャートJapan Hot 100では、『ミュージックステーション』出演や新聞出稿などのメディア露出も効果を上げて、ラジオ6位、シングル3位、ルックアップ5位、Twitter14位となり、2017年3月6日付けで初登場5位。セールス・チャートTop Singles Salesでは初登場3位。
オリコンチャートでは、2017年3月6日付けの週間チャートで初登場2位。1995年発売の『カローラIIにのって』と並び、シングル自己最高タイ記録となった。また、シングルトップ10入りは、1996年10月14日付けで『大人になれば』が7位を記録して以来、20年5か月ぶり。男性ソロアーティストによるシングルトップ10入りのブランク期間の長さは、北島三郎（40年半ぶり）、山本譲二（29年2か月ぶり）、五木ひろし（21年7か月ぶり）に次ぐ4番目となる。

## ミュージック・ビデオ
「流動体について」のミュージック・ビデオの監督は「さよならなんて云えないよ」など、小沢の様々なミュージックビデオを手掛けてきたタケイグッドマンが務めた。ビデオはドキュメンタリー風であり、歌詞に登場する「並行する世界」を体現したような映像になっている。テレビ番組の収録リハーサルに臨む小沢の様子や、よゐこの有野晋哉、でんぱ組.incの夢眠ねむ、HALCALIのHALCAといった著名人や一般人など様々な人々が楽曲の一部を口ずさむ様子などで構成されている。現在、このミュージック・ビデオは非公開となっている。
2018年8月31日に本作と「シナモン (都市と家庭)」「強い気持ち・強い愛」のリリックビデオが同時公開された。

## ライブ・パフォーマンス
タイトル曲「流動体について」は、2016年5月から6月にかけて行われた全国ツアー「魔法的 Gターr ベasス Dラms キーeyズ」で披露された。テレビ朝日系列の音楽番組『ミュージックステーション』（2017年2月24日放送回）に約20年ぶりに出演し、「流動体について」と代表曲「ぼくらが旅に出る理由」を歌唱。歌唱前のタモリとのトークでは、フジロックフェスティバルへの出演をサプライズ発表した。日本テレビ系『スッキリ!!』（同年3月1日放送回）に出演し、生披露。
カップリングの「神秘的」は、2012年に東京・東京オペラシティで行われたコンサート「東京の街が奏でる」で演奏された。

### テレビ出演
- 流動体について
  - 2017年2月24日 テレビ朝日『ミュージックステーション』
  - 2017年3月1日 日本テレビ『スッキリ』
  - 2017年4月23日 フジテレビ『Love music』
  - 2017年10月5日 NHK総合『SONGS』
  - 2017年12月22日 テレビ朝日『ミュージックステーションスーパーライブ』
  - 2020年5月8日 テレビ朝日『ミュージックステーション』
    - 新型コロナウイルス感染症による影響で自宅からのリモート出演[15]。朗読「自作をする」を読み終えた後、弾き語りで曲を演奏した[16][17]。放送後、朗読の全文と演奏パフォーマンスが自身のTwitterとInstagramにそれぞれ公開された。

## 収録曲
| 全作詞・作曲・編曲: 小沢健二。 |                                                                                         |          |            |      |
| #                              | タイトル                                                                                | 作詞     | 作曲・編曲 | 時間 |
| 1.                             | 「流動体について」(ストリングス・アレンジ：服部隆之)                                    | 小沢健二 | 小沢健二   | 4:10 |
| 2.                             | 「神秘的」(ストリングス・カルテット&ヴォーカル・オーヴァー・ダブズ・アレンジ：服部隆之) | 小沢健二 | 小沢健二   | 4:12 |
| 3.                             | 「流動体について (instrumental)」                                                       | 小沢健二 | 小沢健二   | 4:10 |
| 4.                             | 「神秘的 (instrumental)」                                                               | 小沢健二 | 小沢健二   | 4:13 |
| 合計時間:                      | 合計時間:                                                                               | 16:45    |            |      |

## パーソネル
流動体について
- 小沢健二 - Guitars & Vocals
- 中村キタロー - Bass
- 白根佳尚 - Drums
- 森俊之 - Keyboard
- 朝川朋之 - Harp
- 木村誠 - Percussion
- 一十三十一、真城めぐみ、永積崇 - Background Vocals
- 服部隆之：Strings Arranged & Conducted

神秘的
- 小沢健二 - Guitars & Vocals
- 奥村愛 - Violin
- 山名玲奈 - Violin
- 南かおり - Viola
- 遠藤真理 - Cello
- 木村誠：Triangle
- 服部隆之：Strings Quartet & Vocal Overdubs Arranged